# Фторид урана(III)
Фторид урана(III) — бинарное неорганическое соединение урана и фтора с формулой UF3, красно-фиолетовые кристаллы, нерастворимые в воде.

## Получение
- Восстановление водородом фторида урана(IV):

{\displaystyle {\mathsf {2UF_{4}+H_{2}\ {\xrightarrow {1000^{o}C}}\ 2UF_{3}+2HF}}}

## Физические свойства
Фторид урана(III) образует красно-фиолетовые кристаллы гексагональной сингонии, параметры ячейки a = 0,7179 нм, c = 0,7345 нм, Z = 1 (по другим данным a = 0,4138 нм, c = 0,7333 нм, Z = 2).

## Химические свойства
- Разлагается при нагревании в вакууме:

{\displaystyle {\mathsf {4UF_{3}\ {\xrightarrow {1200^{o}C}}\ 3UF_{4}+U}}}
- Реагирует с горячей водой:

{\displaystyle {\mathsf {2UF_{3}+8H_{2}O\ {\xrightarrow {100^{o}C}}\ 2U(OH)_{4}\downarrow +H_{2}\uparrow +HF\uparrow }}}
- В горячей воде окисляется кислородом воздуха:

{\displaystyle {\mathsf {4UF_{3}+O_{2}+6H_{2}O\ {\xrightarrow {100^{o}C}}\ 4(UOF_{2}\cdot H_{2}O)\downarrow +4HF\uparrow }}}
- В разбавленной плавиковой кислоте окисляется кислородом воздуха:

{\displaystyle {\mathsf {4UF_{3}+O_{2}+4HF\ {\xrightarrow {30-50^{o}C}}\ 4UF_{4}\downarrow +2H_{2}O}}}
- В концентрированных растворах щелочей окисляется кислородом воздуха:

{\displaystyle {\mathsf {4UF_{3}+O_{2}+12NaOH+2H_{2}O\ {\xrightarrow {}}\ 4U(OH)_{4}\downarrow +12NaF}}}
- Восстанавливается до элементарного урана активными металлами, например:

{\displaystyle {\mathsf {2UF_{3}+3Ca\ {\xrightarrow {400^{o}C}}\ 2U+3CaF_{2}}}}